# Resolució 2092 del Consell de Seguretat de les Nacions Unides
La Resolució 2092 del Consell de Seguretat de les Nacions Unides, adoptada per unanimitat el 22 de febrer de 2013 després de reafirmar les resolucions 2030 i 2048, el Consell mostra la seva preocupació per la situació a Guinea Bissau després del cop d'estat de 2012, decideix prorrogar el mandat de la UNIOGBIS fins al 31 de maig de 2013, exhortant a les parts a continuar el diàleg i sol·licita al Secretari General que informi amb una avaluació de la situació a Guinea Bissau i recomanacions respecte del mandat de la missió i un possible reajustament del suport de les Nacions Unides.